# 藤原保夫
藤原 保夫（ふじわら やすお、1948年 - ）は、日本の建築家。東京都出身。
1971年、日本大学理工学部建築学科卒業。1971年から一ノ宮賢治建築設計事務所に勤務。その後I.S.S綜合計画事務所に改組し取締役として設計活動を行う。1984年に独立。  
代表作に特別養護老人ホーム土支田創生苑（東京都練馬区、2001年）、ロイヤルクレストハウス（群馬県高崎市、2002年）、メゾネット型共同住宅阿佐谷北423（2004年）など。 